# Ragamuffin
Pour le genre musical, voir Ragga.
Le ragamuffin est une race de chat originaire des États-Unis. Ce chat de grande taille est caractérisé par ses  ascendants ragdoll.

## Origines
L'histoire du ragamuffin est directement liée à celle du ragdoll. C'est Ann Baker, une californienne, déjà éleveuse de persans qui aurait adopté les chatons d'une chatte de gouttière à moitié sauvage, aux poils mi-longs en 1963. Cette chatte appelée Josephine avait été victime d'un accident de voiture et lorsqu'elle fut rétablie, son caractère avait complètement changé. Elle était calme, douce et affectueuse. Au grand étonnement d'Ann Baker, les chatons auraient hérité de ce trait de caractère. C'est ainsi qu'elle décida de commencer l'élevage d'une nouvelle race appelée ragdoll.
Ann Baker était une personne assez excentrique et les histoires qu'elle raconta sur l'origine de cette race étaient contradictoires et incohérentes. Elle voulait garder le contrôle sur l'évolution de sa race et imposait de sévères règles aux personnes voulant faire reproduire ses ragdolls. En 1994, quatre éleveurs désapprouvant les pratiques d'Ann Baker se séparèrent et créèrent une nouvelle race du nom de ragamuffin.
Ces chats furent croisés avec des Persans, des himalayens et d'autres chats de gouttière aux poils mi-longs afin de différencier cette nouvelle race de son ancêtre. Le croisement de ragamuffin avec des ragdolls était encore autorisé jusqu'en 2010. Le but de cette race est avant tout de garder le caractère doux et affectueux plutôt qu'un look particulier.
Cette race n'est pas encore reconnue par beaucoup d'associations félines. Depuis le 1er janvier 2009, la WCF reconnaît à son tour la race.

## Standards
Le ragamuffin est une race de chats à poils mi-longs dont le physique ressemble encore beaucoup à celui de son ancêtre. Ce sont également de grands chats à croissance lente. Ils atteignent leur maturité vers l'âge de trois ou quatre ans. Ils peuvent alors peser jusqu'à neuf kilos pour un mâle et six kilos pour une femelle.
Leur corps est rectangulaire, assez musclé avec une poitrine large et des épaules puissantes mais un cou assez court. La tête est triangulaire, avec de bonnes joues et un crâne bien arrondi. Ses yeux sont en forme d'amandes, ce qui lui donne un air très doux.
Sa fourrure est dense et très douce, s'apparentant à celle d'un lapin. Les poils sont plus longs autour de la tête du cou et sous le ventre.
Le standard du ragamuffin reste proche de celui du ragdoll. Cependant, le nez du ragamuffin est plus court et creusé que celui de ragdoll qui se termine de façon rectiligne. Au lieu d'avoir un crâne plat entre les oreilles, il est bien bombé. Il est également plus joufflu et les oreilles penchent légèrement vers l'avant. Les éleveurs prennent aussi soin de la forme en amande des yeux, tandis que ceux du ragdoll sont plutôt ovales. Le croisement avec d'autres races est autorisé toutes les cinq générations afin de maintenir la santé de la race.
Toutes les couleurs sont admises.

## Caractère
C'est une race décrite comme très docile, extrêmement affectueuse et calme. Ils ne seraient pas très athlétiques mais ils aimeraient cependant beaucoup jouer. Ils aimeraient vivre avec les autres personnes de la maison et les suivre partout afin de participer aux activités de la journée.
Les ragamuffins sont également décrits comme des chats confiants et donc assez peu peureux. Ils devraient être gardés en intérieur pour leur propre sécurité. Ces traits de caractère restent toutefois parfaitement individuels et sont avant tout fonctions de l'histoire de chaque chat, quelle que soit sa race.

### Sources
- (en) Cet article est partiellement ou en totalité issu de l’article de Wikipédia en anglais intitulé « Ragamuffin cat » (voir la liste des auteurs).